# 卡尔·瓦伊诺
卡尔·亨里霍维奇·瓦伊诺（俄语：Карл Генрихович Вайно；1923年5月28日—2022年2月12日），代号基里尔·沃伊诺夫，爱沙尼亚人，苏联党和国家领导人。1978年至1988年任爱沙尼亚共产党中央第一书记。退休后，移居俄罗斯，居住在莫斯科。

## 生平
- 1923年5月28日出生于苏联托木斯克的一个爱沙尼亚共产主义者移民家庭。父亲海因里希·瓦伊诺（1889—1965）曾参加爱沙尼亚的布尔什维克起义，失败后逃往苏俄，移居托木斯克。
- 1947年毕业于托木斯克机电运输工程师学院，同年加入联共（布）。
- 1947年-1949年，爱沙尼亚铁路工程师。
- 1949年-1952年，爱沙尼亚共产党（布）中央委员会指导员。
- 1952年，爱共（布）塔林州委书记。
- 1952年-1957年6月，爱共中央委员会工业和交通运输部部长。
- 1957年6月-1960年2月，爱沙尼亚苏维埃社会主义共和国国民经济委员会副主席。
- 1960年2月-1978年7月，爱共中央委员会书记。
- 1978年7月-1988年6月，爱共中央第一书记，任期内大力推动爱沙尼亚的苏维埃化。1988年，爱沙尼亚发生争取独立的歌唱革命。瓦伊诺试图强力镇压，最终被免职，调往莫斯科工作。
- 1990年起退休。
- 2022年2月12日于莫斯科逝世，享年98岁。

瓦伊诺是苏共25-27大，第19次代表会议代表，第26-27届中央委员。第10-11届苏联最高苏维埃联盟院代表；第5-11届爱沙尼亚苏维埃社会主义共和国最高苏维埃代表。

## 荣誉
- 两次列宁勋章（1981,1983）
- 三次劳动红旗勋章（1959,1965,1973）
- 十月革命勋章（1971）
- 劳动英勇奖章（1950）
- 纪念列宁诞辰一百周年奖章